# ايمري أنتال
ايمري أنتال (بالمجرية: Antal Imre)‏ هو عازف بيانو ومقدم تلفزيوني وممثل مجري، ولد في 31 يوليو 1935 في المجر، وتوفي في 15 أبريل 2008 ببودابست في المجر بسبب سرطان القولون.

## وصلات خارجية
- ايمري أنتال على موقع IMDb (الإنجليزية)
- ايمري أنتال على موقع ميوزك برينز (الإنجليزية)
- ايمري أنتال على موقع قاعدة بيانات الأفلام السويدية (السويدية)
- ايمري أنتال على موقع قاعدة بيانات الفيلم (الإنجليزية)